# Resultados do Carnaval de Porto Alegre em 2015
Os resultados do Carnaval de Porto Alegre em 2015, foram divulgados no dia 17 de fevereiro no Complexo Cultural do Porto Seco. Com o enredo "A Magia dos Opostos, Ponto de Equilíbrio do Universo.", a Imperadores do Samba foi a campeã do grupo especial.

## Grupo Especial
| Colocação | Escola                     | Enredo | Pontos | Nota      | Punição | Ref.                    |
| --------- | -------------------------- | --- | ------ | --------- | ------- | ----------------------- |
| 1º        | Imperadores do Samba       | A Magia dos Opostos: Ponto de Equilíbrio do Universo | 239,9  |           |         | [ 2 ] [ 3 ] [ 4 ] [ 5 ] |
| 2º        | Embaixadores do Ritmo      | Sustentabilidade: Alerta Geral! A Importância dos Quatro Elementos Para a Vida Humana!                                                                        | 239,6  |           |         | [ 2 ] [ 3 ] [ 4 ] [ 5 ] |
| 3º        | Bambas da Orgia            | Bahia, Terra de Bambas! | 239,5  |           |         | [ 2 ] [ 3 ] [ 4 ] [ 5 ] |
| 4º        | Estado Maior da Restinga   | Com o Cisne se Banhando no Rio Mampituba, a Tinga Embarca no Balão Para Contar as Histórias, Cultura, Mitos e Lendas de Torres, a Mais Bela do Litoral Gaúcho | 238,5  |           |         | [ 2 ] [ 3 ] [ 4 ] [ 5 ] |
| 5º        | Império da Zona Norte      | Do Coração da África Negra a Luz Dourada que Anuncia Novos Tempos. Nigéria, O Gigante Africano Vem Para a Festa                                               | 238    |           |         | [ 2 ] [ 3 ] [ 4 ] [ 5 ] |
| 6º        | União da Vila do IAPI      | Revolução, Coragem e Liberdade! Um Mundo Preto e Branco, Ela Coloriu. A Vila Apresenta: A Juventude do Brasil                                                 | 237,9  |           |         | [ 2 ] [ 3 ] [ 4 ] [ 5 ] |
| 7º        | Unidos de Vila Isabel      | De São Sebastião... Cidade Maravilhosa: Rio, 450 Anos de História!                                                                                            | 237,7  |           |         | [ 2 ] [ 3 ] [ 4 ] [ 5 ] |
| 8º        | Imperatriz Dona Leopoldina | Tenho Samba com Rumba! Sou Imperatriz y Soy Cuba | 237,1  |           |         | [ 2 ] [ 3 ] [ 4 ] [ 5 ] |
| 9º        | Acadêmicos de Gravataí     | Eis Que Tudo Transformei | 236,8  |           |         | [ 2 ] [ 3 ] [ 4 ] [ 5 ] |
| 10º       | Copacabana                 | Copacabana Canta e Dança o Carimbó do Pará | 233,2  | Rebaixada | - 0,6   | [ 2 ] [ 3 ] [ 4 ] [ 5 ] |

## Grupo A
| Colocação | Escola                    | Pontos | Nota      | Ref.        |
| --------- | ------------------------- | ------ | --------- | ----------- |
| 1º        | Unidos do Capão           | 238,8  | Promovida | [ 4 ] [ 6 ] |
| 2º        | Academia Samba Puro       | 236,5  |           | [ 4 ] [ 6 ] |
| 3º        | Academia de Samba Praiana | 236    |           | [ 4 ] [ 6 ] |
| 4º        | Império do Sol            | 233,9  |           | [ 4 ] [ 6 ] |
| 5º        | Unidos do Guajuviras      | 233,8  |           | [ 4 ] [ 6 ] |
| 6º        | Imperatriz Leopoldense    | 233    |           | [ 4 ] [ 6 ] |
| 7º        | Realeza                   | 231,1  | Rebaixada | [ 4 ] [ 6 ] |

## Grupo de Acesso
| Colocação | Escola                        | Pontos | Nota            | Punição | Ref.        |
| --------- | ----------------------------- | ------ | --------------- | ------- | ----------- |
| 1º        | Unidos da Vila Mapa           | 239,7  | Promovida       |         | [ 4 ] [ 7 ] |
| 2º        | Protegidos da Princesa Isabel | 238,8  |                 |         | [ 4 ] [ 7 ] |
| 3º        | Acadêmicos da Orgia           | 238    |                 |         | [ 4 ] [ 7 ] |
| 4º        | União da Tinga                | 237,5  |                 | - 0,8   | [ 4 ] [ 7 ] |
| 5º        | Glória                        | 236,7  |                 | - 0,7   | [ 4 ] [ 7 ] |
| 6º        | Fidalgos e Aristocratas       | 234,7  | Desclassificada | - 2     | [ 4 ] [ 7 ] |

## Tribos carnavalescas
| Colocação | Tribo        | Pontos | Ref.              |
| --------- | ------------ | ------ | ----------------- |
| 1º        | Os Comanches | 229    | [ 3 ] [ 4 ] [ 7 ] |
| 2º        | Guaianazes   | 226    | [ 3 ] [ 4 ] [ 7 ] |